# Kousavec hlodavý
Kousavec hlodavý (Rhagium mordax) je druh tesaříka. Brouk se vyskytuje v celé Evropě, dále Kazachstánu a Rusku. Larvy se vyvíjejí v dřevě jedle bělokoré, lísky, břízy bělokoré, buku lesního a kaštanovíku setého. Ischnoceros rusticus je parazitoidní vosa, která se živí larvami kousavce hlodavého.

## Poddruhy
- Rhagium mordax var. altajense Plavilstshikov, 1915
- Rhagium mordax var. klenkai Heyrovský, 1914
- Rhagium mordax var. mediofasciatum Plavilstshikov, 1936
- Rhagium mordax var. k morvandicum, Pic, 1927
- Rhagium mordax var. subdilatatum Pic, 1917